# Russy (Zwitserland)
Russy (Fribourg) is een  voormalige gemeente in het district Broye van het kanton Fribourg in Zwitserland. In 2016 is de gemeente samen met de andere gemeenten Domdidier, Dompierre en Léchelles tot de nieuwe gemeente Belmont-Broye.

## Geografie
De buurgemeenten in kanton Fribourg zijn Domdidier, Dompierre, Léchelles en Montagny. De oppervlakte van de gemeente bedraagt 3.72 km².
- Hoogste punt: 655 m
- Laagste punt: 466 m

## Bevolking
De gemeente heeft 198 inwoners (2003). De meerderheid in Russy is Franstalig (98%, 2000) en Rooms-Katholiek (77%).

## Economie
88% van de werkzame bevolking werkt in de primaire sector (landbouw en veeteelt), 6% in de secundaire sector (industrie), 6% in de tertiaire sector (dienstverlening).